# 孟郊
孟郊（751年—814年），字東野，湖州武康縣（今浙江德清）人，唐朝詩人，有诗囚之称。

## 生平
祖籍平昌（今山东临邑东北）。先世居洛阳（今属河南），孟郊早年生活贫困，曾遊歷湖北、湖南、广西等地，无所遇合，屡试不第。贞元中张建封镇守徐州时，孟郊曾往谒見。46岁（一说45岁），始登进士第，有詩《登科后》：“昔日龌龊不足夸，今朝放荡思无涯；春风得意马蹄疾，一日看尽长安花（成語「走馬看花」由來）。”。然后东归，旅游汴州（今河南开封）、越州（今浙江绍兴）。贞元十七年（801年），任为溧阳尉。在任不事曹务，常以作诗为乐，被罚半俸。韩愈称他为“酸寒溧阳尉”。元和元年（806年），河南尹郑余庆奏为河南水陆转运从事，试协律郎，定居洛阳。元和三年（808年）为检校兵部尚书，兼东都留守。60岁时，因母死去官。九年三月，郑余庆转任山南西道节度使，镇守兴元，又奏孟郊为参谋、试大理评事。郊应邀前往，到阌乡（今河南灵宝），不幸以暴病去世，孟郊的朋友韓愈等人湊了100貫為他營葬，郑余庆派人送300貫，“为遗孀永久之赖”。张籍私谥为贞曜先生。

## 詩作
现存诗歌500多首，以短篇的五言古詩最多，没有一首律诗。代表作有《遊子吟》。
唐人认为孟诗是“元和体”的一种，“元和已后”，“学矫激于孟郊”。韩愈说他：“横空盘硬语，妥帖力排。”唐末张为作《诗人主客图》，以他为“清奇僻苦主”。宋诗人梅尧臣、谢翱，清诗人胡天游、江湜、许承尧，写作上都受到他的影响。对孟诗的评价，持褒义论的，韩愈、李观以后，有曾季貍、贯休、黄庭坚、费衮、潘德舆、刘熙载、陈衍、钱振鍠、夏敬观等；持贬义论的，有苏轼、魏泰、严羽、元好问、王闿运等。他和贾岛都以苦吟著称，又多苦语。苏轼称之“郊寒岛瘦”，后来论者便以孟郊、贾岛并称为苦吟诗人代表。沈德潜评孟郊诗时说：“孟东野诗，从《风》、《骚》中出，特意象孤峻。”谢榛认为孟郊诗“苦涩如枯林朔吹，阴崖冻雪，见者靡不惨然”。又韩愈以散文著称，时有“孟诗韩笔”之誉。元好问甚至嘲笑他是“诗囚”。李观在《与梁肃补阙书》中说:“郊之五言诗，其高处在古无上，平处下顾二谢。”
今传本《孟东野诗集》10卷，出自北宋宋敏求所编刊，黄丕烈所藏北宋蜀本，已不可见。陆心源所藏汲古阁影宋精本，今归日本。通行本有汲古阁本，闵刻朱墨本。《四部丛刊》影印杭州叶氏藏明弘治本。1959年人民文学出版社刊印华忱之校订《孟东野诗集》，末附孟郊年谱、遗事辑录。注释有陈延杰《孟东野诗注》，夏敬观选注《孟郊诗》。事迹可参考韩愈《贞曜先生墓志铭》、新、旧《唐书》本传、夏敬观《孟东野先生年谱》、华忱之《唐孟郊年谱》。

## 家族
- 父 孟庭玢
- 妻 鄭氏
- 弟 孟酆、孟郢